# 2 Samodzielna Armia Obrony Powietrznej
2 Armia Obrony Powietrznej – związek operacyjny Sił Zbrojnych ZSRR i Federacji Rosyjskiej.

## Struktura organizacyjna
| W latach 1991–1992                          | W latach 1991–1992 |
| Nazwa                                       | Garnizon           |
| ------------------------------------------- | ------------------ |
| dowództwo 2 Armii OP                        | Mińsk              |
| korpusy OP                                  |                    |
| 11 Korpus Obrony Powietrznej                | Baranowicze        |
| 28 Korpus Obrony Powietrznej                | Lwów               |
| lotnictwo myśliwskie OP                     |                    |
| 61 pułk lotnictwa myśliwskiego              | Baranowicze        |
| 201 pułk lotnictwa myśliwskiego             | Moczyliszczy       |
| 179 Jarosławski pułk lotnictwa myśliwskiego | Stryj              |
| 894 pułk lotnictwa myśliwskiego             | Żytomierz          |